# Tunnel van Vonêche
De tunnel van Vonêche is een spoortunnel in Vonêche, een deelgemeente van Beauraing. De tunnel loopt onder de N95 en heeft een lengte van 261 meter. De dubbelsporige spoorlijn 166 gaat door deze tunnel.